# カトリック王党軍
カトリック王党軍（カトリックおうとうぐん、フランス語: Armée catholique et royale）は、フランス革命期のヴァンデの反乱において主にヴァンデ地方で組織されていった軍事組織。ヴァンデ軍、反革命軍、白軍（対して政府軍は青軍）ともいう。カトリック王党軍というのはあくまでも彼らの名乗りであって、革命政府（政府軍、共和軍）はブリガン（山賊）と呼んだ。

## 概要
元々何らかの準軍事組織的なものがあった訳ではなく、1793年3月11日に同時多発的に起こった民衆蜂起が各都市や拠点で次第に膨れ上がったものである。蜂起した農民は、軍隊経験のある貴族を次々に指導者として頭に立て、優秀な指導者たちは組織化して各町に駐留する国民衛兵隊や共和国軍を追い出した。37人で始まった蜂起が次の日には3000人を超え、次第に主な戦闘要員だけでも最大で6万人あまりの組織になり、約2週間で4県の3分の2を占拠して革命政府を恐怖に陥れた。財政は参加した裕福層の財産に拠っていた。
ヴァンデ地方は西部のマレ地帯（湿地帯）、北東部のボカージュ地帯（森林地帯）、リ・モージュ地方（灌木地帯）の4県にわたる。
民衆蜂起後の1793年6月29日、革命政府を支持した隣接する都市ナントを攻撃するが攻略できず、緒戦にして敗北、撤退した。このとき最高司令官のカトリノーが負傷する。以降大規模な攻勢にでることができず、次第に防衛戦の様相を呈する。同年10月9日にリヨンが降伏（リヨンの反乱）した後、10月17日カトリック王党軍はヴァンデで大敗を喫する。その後政府軍に追われ、英国軍、亡命貴族軍を頼ってロワール川を目指して北上を開始する（結局英国軍の支援は得られず、亡命貴族軍などいなかった）。同年12月19日にトゥーロンの王党派政府も降伏（トゥーロン攻囲戦）。それから4日後の12月23日、カトリック王党軍はロワール川の渡河に失敗して大敗し、これが決定的な敗北となる。その後戦闘は小規模化し、ゲリラ活動になっていく。
捕らえられたカトリック王党軍捕虜は、1793年12月から1794年4月にかけて各地の刑場などでそのほとんどが集団処刑された。銃殺刑が主だったが、ナントでは4,800人余りがカリエの考案した溺死刑によって処刑された。それら以外は獄死した。

## 構成
- 最高議会
- 最高司令官カトリノー（初代）（穏健派で捕虜は釈放した）
  - アンジュ・上ポワトゥー主力軍 4万人 6大隊（第一将軍：カトリノー、本拠地：ショレ、ほか医師12人）
  - 中部軍 1万人 3大隊（第一将軍：ロワラン、本拠地：レ・ゼルビエ）
  - レ・下ポワトゥー軍（西部軍） 1.2～1.4万人 3大隊（第一将軍：なし（※シャレット）、本拠地：なし）

※進軍地で農民などが参加したり逆に抜ける者もいたりしたため、規模は多分に流動的であった。
その他主な人物
- モーリス・ジゴ・デルベ：2代目総司令官（穏健派で捕虜は釈放した）
- アンリ・ド・ラ・ロシュジャクラン：3代目総司令官（穏健派で捕虜は釈放した）
- ガスパール・ド・マリニー：砲兵隊長
- アントワーヌ＝フィリップ・ド・ラ・トレモイユ：騎兵隊長
- ジャン＝ニコラ・ストフレ：将軍
- シャルル・ド・ボンシャン：将軍（穏健派で捕虜は釈放した）
- ルイ・ド・レスキュール：将軍（穏健派で捕虜は釈放した）
- エティエンヌ＝アレクサンドル・ベルニエ：聖職者（但し後に革命政府に加担）
- サピノー
- シャルル・ボーモン・ド・ドーティシャン：ボンシャン隊将校

## 主張や要求
カトリック王党軍の主な主張や要求は次のようなものであった。
- 聖職者民事化基本法の廃止
要求の中でもこの主張は特に大きかったという。革命政府は1790年7月12日にこの法律を制定し、聖職者を公務員化して宗教を国家管理下に置こうとした。1791年11月27日には法律への宣誓を義務化して厳しく取り締まった。ヴァンデ地方の聖職者の多くはこの宣誓を拒否して反発し、民衆もこれら反発する聖職者を支持した。
またこの法律制定に先立ち聖職者財産の売却令が出されており、教会（聖職者）の財産は没収、国有化されていた。このとき担保として発行されたのがアッシニア紙幣である。当時のヴァンデ地方は教区が生活基盤であり、教会財産の没収、国有化はその伝統的な生活基盤を破壊するものであった。国有化された教会の元財産は競売にかけられ、裕福なブルジョアジーが買い上げていった。貧しい農民や民衆は競売で競り落とすことなどできず、これがさらに富裕層との経済格差を大きくする＝民衆の経済的不満の一因ともなっていた。
- 30万募兵法の廃止
この法律では全ての役人は兵役が免除されたため民衆には不平等感があり、代理人方式もあったため富裕層に有利で貧困層の不満を生んだ（貧しい農民などは代理人が立てられない）。これらに加え、ヴァンデ地方の民衆は他要因もあって元々革命政府に不満があったため、その革命フランス防衛に対して反対、または消極的あり、そのための兵役であることに抵抗があった。
- 重税の廃止
革命政府は重税政策を敷き、当初は革命により税は下がると思っていた民衆は不満をもった。特に営業税に苦しめられ、不作による食糧不足が物価高騰を生み板ばさみ状態となった。また、重税の他にも発令された総最高価格令は作り手・売り手の農民には不利であり、これも農民を経済的に苦しめた。

### 陳述書
要求の具体的なものとして、カトリック王党軍は以下のような項目を記した陳述書を携えていた。
- 塩税の廃止
- 課税の全身分平等化
- 物流の廃止
- 商業の自由（経済活動の自由）
- 生活防衛
- 弱者救済
- 徴税請負人制度の改善（請負人が収められた税の一部を自分の利益として徴収することに不満があった）
- 通行の安全

## その他
- 厳しい規律があった。武器を隠したりした場合、罰金刑と武器の没収。命令違反は、一回目はサーベル叩きの刑、二回目は軍法会議、三回目には銃殺した。遅刻も二回目までは罰金刑だが、三回目には銃殺した。勝手に徒党を組んだり、家屋破壊、略奪、食料を窃盗したものなどは初犯で銃殺した。